# Fliegertechnische Vorschule Köthen
Die Fliegertechnische Vorschule Köthen war ein denkmalgeschütztes Schulgebäude in Köthen in Sachsen-Anhalt.

## Lage und Geschichte
Im Süden von Köthen entstand in den Jahren 1936 und 1937 in einem weitgehend unbebauten Gebiet eine neue Wohnsiedlung samt Fliegertechnischer Vorschule. Dieses Bauwerk stand am heutigen Andreas-Hofer-Platz 7, das Grundstück mit dem zugehörigen Park erstreckte sich allerdings bis zur heutigen Philipp-Semmelweis-Straße hin. Schulen dieser Art unterstanden in der Zeit des Nationalsozialismus dem Reichsluftfahrtministerium und sollten Jungen im Alter von 14 bis 18 Jahren frühzeitig für die Arbeit im Umfeld der Luftwaffe vorbereiten. Unterstützt wurde sie hier durch die Junkers Flugzeug- und Motorenwerke, die bereits seit 1935 das Motorenbau-Zweigwerk Köthen betrieben. Zudem entstanden weiter südlich eine Garnison und ein Flugplatz.
Im Jahr 1945 wurde die Fliegerschule zum „Krankenhaus Süd“ umgenutzt, in dem sich die Innere Abteilung des Köthener Krankenhauses befand. Ab 1969 war hier auch das Zentrallabor untergebracht.
Das Krankenhaus blieb an diesem Standort bis zum Jahr 2000 in Betrieb. Große Teile des Gebäudes standen allerdings bereits seit 1998 leer. Ursprünglich hatte sich der Landkreis Köthen im Jahr 1994 verpflichtet, das Krankenhaus noch 20 Jahre lang zu betreiben und das Gebäude im Gegenzug kostenlos übertragen bekommen. Da diese Vereinbarung nicht eingehalten wurde, musste der mittlerweile entstandene Nachfolge-Landkreis Anhalt-Bitterfeld im Jahr 2008 2,2 Millionen Euro an die Bundesrepublik Deutschland zahlen.

### Abriss und Neubebauung
Mit dem Ausbau des Kreiskrankenhauses in der Friederikenstraße (heute Helios Klinik Köthen) zogen im Oktober 2000 die letzten medizinischen Nutzungen aus. Das Gebäude verfiel daraufhin und war Vandalismus sowie Vermüllung ausgesetzt. Bereits im Jahr 2009 äußerte der Köthener Oberbürgermeister Kurt-Jürgen Zander den Wunsch, das Areal abreißen zu lassen. Es war zu diesem Zeitpunkt allerdings als Baudenkmal im Denkmalverzeichnis mit der Erfassungsnummer 094 20398 eingetragen.
Der Abriss begann im April 2011, dauerte mehrere Wochen und hinterließ zirka 32.000 m³ Bauschutt. Eine Köthener Wohnungsgesellschaft hatte das Areal bereits 2009 vom Landkreis Anhalt-Bitterfeld erworben und bebaute es in den folgenden Jahren mit Einfamilienhäusern entlang der Robert-Koch-Straße und der Emil-von-Behring-Straße sowie einem Wohnblock am eigentlichen Standort des Schulgebäudes am Andreas-Hofer-Platz 7. Es steht allerdings etwas südlicher als der Vorgängerbau.

## Baubeschreibung
Das Hauptgebäude erstreckte sich in Ost-West-Ausrichtung am Andreas-Hofer-Platz zwischen der Robert-Koch-Straße und der Emil-von-Behring-Straße, war also zirka 80 Meter lang. Zudem besaß es drei Flügelbauten: Im östlichen Bereich stand ein südlicher Vorbau im rechten Winkel zum Hauptgebäude, der sich über drei Fensterachsen erstreckte. An der Ostecke sowie an der Westecke schloss jeweils ein nördlicher Gebäudeflügel entlang der Robert-Koch-Straße beziehungsweise Emil-von-Behring-Straße an. Die jeweils zweigeschossigen Bauten wiesen ein fast ebenso hohes Dach auf, das an den meisten Seiten mit Schleppgauben gestaltet wurde. Deren Breite variierte: Am Südbau und dem Hauptgebäude waren sie eine Fensterachse breit, wohingegen sie sich am Ostflügel sowohl an der Straßen- als auch an der Hofseite über mehrere Fensterachsen hinweg erstreckten, so dass sie ein drittes Geschoss andeuteten. Während sie sich an der Hofseite über acht Fensterachsen erstreckten, waren es an der östlichen Straßenseite zehn. Einzig der Westflügel besaß andersartige Dachgauben, die regelmäßig über fünf der Fensterachsen verteilt zu finden waren. Die hofseitigen Treppenhäuser wurden durch größere Fenster betont, die sich oberhalb des jeweiligen Eingangs befanden und vom oberen Bereich des Erdgeschosses bis ins erste Obergeschoss reichten.